# Пежемское сельское поселение
Пежемское сельское поселение или муниципа́льное образова́ние «Пе́жемское» — муниципальное образование  со статусом сельского поселения в Вельском муниципальном районе Архангельской области. 
Соответствует административно-территориальной единице в Вельском районе — Пежемский сельсовет.
Административный центр — село Пежма.

## География
Пежемское сельское поселение располагается на юге Вельского района. По территории поселения протекают реки: Пежма, Луденьга.
Территория муниципального образования граничит:
- на севере с муниципальным образованием «Усть-Вельское»
- на востоке с муниципальным образованием «Низовское»
- на юге с Верховажским районом Вологодской области
- на западе с муниципальным образованием «Солгинское»

## История
Муниципальное образование было образовано в 2006 году.
В 1780 году, в состав Вельского уезда Вологодской области Вологодского наместничества были включены только 2 устьянские волости: Чушевицкая и Пежемская.

## Население
| 2005 | 2010 | 2011 | 2012 | 2013 | 2014 | 2015 | 2016 | 2017 |
| ---- | ---- | ---- | ---- | ---- | ---- | ---- | ---- | ---- |
| 950  | ↘885 | ↘883 | ↘858 | ↘843 | ↘837 | ↘790 | ↘770 | ↗775 |
| 2018 | 2019 | 2020 | 2021 | 2023 |      |      |      |      |
| ↗779 | ↘777 | ↗793 | ↘749 | ↘688 |      |      |      |      |

## Состав сельского поселения
| №  | Населённый пункт | Тип населённого пункта                     | Население |
| -- | ---------------- | ------------------------------------------ | --------- |
| 1  | 78 км            | ж/д разъезд                                | ↘0        |
| 2  | Боровинка        | деревня                                    | ↗48       |
| 3  | Елинская         | деревня                                    | ↘18       |
| 4  | Крылово          | деревня                                    | →5        |
| 5  | Новый Куваш      | посёлок                                    | ↗152      |
| 6  | Палово           | посёлок                                    | →0        |
| 7  | Пеганово         | деревня                                    | →0        |
| 8  | Пежма            | село, административный центр               | ↗585      |
| 9  | Пежма            | посёлок при станции (официально — станция) | →0        |
| 10 | Петраково        | деревня                                    | ↘0        |
| 11 | Прилук           | деревня                                    | ↘37       |
| 12 | Притыкинская     | деревня                                    | ↗146      |
| 13 | Селиваново       | деревня                                    | →0        |
| 14 | Семёновская      | деревня                                    | →0        |
| 15 | Федьково         | деревня                                    | ↗7        |